# Andrew Harman
Andrew Harman (* 1964) ist ein britischer Fantasyautor.

## Leben
Harman lebt mit seiner Ehefrau in Bedfordshire. Er hat sich in den letzten Jahren als erfolgreicher Schreiber humoristischer Fantasy etabliert.
Er kommt in vielen Teilen Terry Pratchett sehr nahe, jedoch mit schwärzerem Humor.

## Werke (Auswahl)
Die Serie um den kleinen Jungen Firkin, in einem düsteren mittelalterlichen Szenario:
- Der Appendix des Zauberers. Heyne, München 1996, ISBN 3-453-09484-0.
- Die Frösche des Krieges. Heyne, München 1996, ISBN 3-453-09485-9.
- Das Wurmloch ins Biblioversum. Heyne, München 1996, ISBN 3-453-10965-1.
- Hundstage. Heyne, München 1997, ISBN 3-453-10976-7.

Andere Romane:
- Das göttliche Dutzend. Heyne, München 1999, ISBN 3-453-13355-2.
- Fahrenheit 666. Heyne, München 1998, ISBN 3-453-11943-6.
- Die Nanowichte. Heyne, München 1997, ISBN 3-453-12697-1.